# Proevropanismus

Vlajka Evropské unie

Proevropanismus či proevropská orientace je politický postoj, který se kladně staví k evropské integraci a příslušenství k Evropské unii. Nejedná se o ucelený myšlenkový koncept, a tak se jeho podoba může u jednotlivých stran a hnutí, které se k němu hlásí, lišit. Za nejvyšší formu proevropanismu je považován eurofederalismus. Opakem je euroskepticismus.

## České strany a hnutí
K proevropské orientaci se hlásí tyto české strany a hnutí:
- Česká pirátská strana[1][2]
- KDU-ČSL[3][2]
- Moravské zemské hnutí
- SEN 21[4]
- SNK Evropští demokraté
- Sociální demokracie[5]
- Starostové a nezávislí[6][2]
- Strana zelených[7]
- TOP 09[3][2]
- Volt Česko[7]

## Frakce a strany v Evropské unii
Proevropský postoj zaujímají tyto evropské frakce a strany:
Frakce v Evropském parlamentu
- Evropská lidová strana
- Obnovme Evropu
- Pokrokové spojenectví socialistů a demokratů
- Zelení/Evropská svobodná aliance

Evropské politické strany
- Aliance liberálů a demokratů pro Evropu
- Evropská demokratická strana
- Evropská lidová strana
- Evropská pirátská strana
- Evropská strana zelených
- Evropská svobodná aliance
- Strana evropských socialistů
- Volt Europa